# 5つの銅貨
『5つの銅貨』（いつつのどうか、原題：The Five Pennies）は、1959年のアメリカ映画。実在のコルネット奏者レッド・ニコルズの半生を描いた作品である。

## 概要
実在のコルネット奏者レッド・ニコルズ (Red Nichols) の奇跡のカムバックを軸としながら、彼と妻ボビー、娘ドロシーとの家族愛を描いた映画である。タイトルの「5つの銅貨」はレッド・ニコルズのバンド名であるが、ダニー・ケイの妻シルヴィア・ファインが同名の歌を作詞作曲し、歌手でもあるダニー・ケイが劇中で披露している。ルイ・アームストロングが本人役で登場してトランペットを演奏したり、ボブ・ホープが観客役でカメオ出演するシーンもある。レッド・ニコルズ本人こそ画面には登場しないが、トランペットのソロ演奏の吹き替えを行っている。配役はニコルズ役のダニー・ケイの他、ニコルスの妻ボビーをバーバラ・ベル・ゲデス、10代になった娘ドロシーをチューズデイ・ウェルドが演じている。少女時代のドロシーを演じたスーザン・ゴードンは、プロデューサーで映画監督のバート・I・ゴードンの娘。
制作と監督は、ジャック・ローズとメルヴィル・シェイヴルソン（メルビル・シャベルソンと表記されることもある）で、脚本も2人の共同である。撮影はのちに『ウエスト・サイド物語』でアカデミー撮影賞を受賞するダニエル・L・ファップ、衣裳は生涯に8回アカデミー衣裳デザイン賞を受賞するイーディス・ヘッドが務めている。なお、ローズとシェイヴルソンのコンビは実在したヴォードヴィル芸人の伝記映画『エディ・フォイ』物語も手がけている。
本作は、アカデミー歌曲賞、作曲賞、撮影賞、衣裳デザイン賞にノミネートされた。日本では公開当時、文部省選定映画であった。

## ストーリー
1920年代、田舎からニューヨークへ出てきたコルネットの得意な青年レッド・ニコルズは、ウィル・パラダイス楽団に入る。レッドは、知り合った歌手のボビーとのデートで訪れたルイ・アームストロングの出演する闇酒場で、飛び入りで見事なセッションをしたことから実力を認められるようになった。ボビーと結婚して独立し、ディキシーランド・ジャズ・バンドのファイブ・ペニーズ楽団を結成して、巡業を始めた。娘のドロシーが産まれ、若き日のジミー・ドーシーやグレン・ミラーも加わった楽団も順調だった。ドロシーは幼いながら、両親の血を引いた音楽の才能の片鱗を見せ始めた。楽団の人気は絶好調となり、旅回りの興業が忙しくなったレッドは、妻の反対を押し切ってドロシーを寄宿舎に入れる。そして忙しさにかまけて娘と会う約束を度々キャンセルするようになっていく。ついにクリスマスの夜、ドロシーは寄宿舎のブランコで雨の中両親を待ち続けて倒れてしまい、小児マヒで両足が不自由になってしまう。そして、あれほど仲の良かった父娘の間には深い亀裂が走った。罪悪感に苛まれたレッドは音楽を捨てて、残りの人生を彼女の治療に捧げることを決意する。楽団を解散し、トランペットをゴールデンゲートブリッジから投げ捨ててしまった。
時は流れ、レッドはロサンゼルスで造船所の職工になっていた。旧友のグレン・ミラーやジミー・ドーシーは自らの楽団を率い、米国を代表する音楽家となった。しかし、もはや誰もレッドがかつて人気絶頂の楽団のリーダーだったことを覚えていない。ドロシーにも当時のことはおぼろげな記憶でしかなかった。ドロシーの誕生日会で彼女の友達が遊びにきた際、かかっていたレコードの話から、レッドはグレン・ミラーたちが自分の楽団にいたと口を滑らせてしまうが、誰も信じない。そこで妻のボビーがコルネットをレッドに手渡すが、長いあいだ楽器を手にしていなかった彼には、まともな音ひとつ出せなくなっており、ドロシーの友達は呆れて帰ってしまった。しかし、ドロシーは徐々に幼い日々の記憶を蘇らせ、父が自分のために尊い犠牲を払ってくれたことを知る。ボビーや昔の仲間たちはカムバックを進めるが、レッドは自らの技術のあまりの劣化ぶりに諦めてしまっていた。しかしドロシーは、自分の脚のリハビリの時の話を持ち出し、厳しくレッドを叱咤する。やがてレッドは復活に向けた練習を始めるのだった。鍛錬を重ね、レッドはついに場末のクラブで復帰することになった。だが、彼の名は既に世間から忘れ去られており、客席はがら空きだ。がっかりするレッド。そこへ突然ルイ・アームストロングが、ドーシーやミラーなどかつてのファイブ・ペニーズのメンバーと共に演奏しながら、観客を引き連れて入場してきた。たちまち盛大なセッションが始る。往年の勢いを取り戻したレッドのコルネットが鳴り響く。そして、最後に娘ドロシーからも、思いもかけぬ贈り物がもたらされるのであった。

## キャスト
| 役名                      | 俳優                   | 日本語吹替                                                                                                  |
| 役名                      | 俳優                   | 東京12ch版                                                                                                  |
| ------------------------- | ---------------------- | --- |
| レッド・ニコルズ          | ダニー・ケイ           | 羽佐間道夫                                                                                                  |
| ボビー・メレディス        | バーバラ・ベル・ゲデス | 野口ふみえ                                                                                                  |
| ドロシー・ニコルズ(6—8歳) | スーザン・ゴードン     | 石崎恵美子                                                                                                  |
| ドロシー・ニコルズ(13歳)  | チューズデイ・ウェルド | 竹内美香 |
| ウィル・パラダイス        | ボブ・クロスビー       | 大木民夫 |
| ルイ・アームストロング    | 本人                   | 相模太郎 |
| 不明 その他               |                        | 村越伊知郎 宮田光 松岡文雄 千葉順二 納谷六朗 島木綿子 青野武 金子亜矢子 木村令子 竹尾智晴 宮本和男 野島昭生 |
|                           |                        | |
| 演出                      | 演出                   | 旭谷暘 |
| 翻訳                      | 翻訳                   | 三枝邦子 |
| 効果                      |                        | |
| 調整                      |                        | |
| 制作                      | 制作                   | 東北新社 |
| 解説                      | 解説                   | 芥川也寸志                                                                                                  |
| 初回放送                  | 初回放送               | 1970年12月24日 『木曜洋画劇場』                                                                             |

## スタッフ
- 製作：ジャック・ローズ
- 監督：メルヴィル・シェイヴルソン
- ストーリー：ロバート・スミス
- 脚本：ジャック・ローズ、メルヴィル・シェイヴルソン
- 音楽：リース・スティーヴンス
- 作詞作曲：シルヴィア・ファイン
- トランペット・ソロ演奏：レッド・ニコルス
- 撮影：ダニエル・L・ファップ
- 編集：フランク・P・ケラー
- 衣裳：イーディス・ヘッド

## 影響
- レストランで新アレンジの楽譜を渡されたメンバーが、楽譜を見ながらそれぞれのパートを口ずさんで確認し始めると、それが自然にスキャットでのセッションになってしまうシーンがある。ギタリストの道下和彦はこのシーンに感動したのが音楽家になるきっかけとなった。
- 三谷幸喜は、上記シーンでの効率よく観客へ情報を伝えるシナリオの妙に感動し、脚本家になった。